# Famechon, Pas-de-Calais
Famechon är en kommun i departementet Pas-de-Calais i regionen Hauts-de-France i norra Frankrike. Kommunen ligger i kantonen Pas-en-Artois som tillhör arrondissementet Arras. År 2022 hade Famechon 111 invånare.

## Befolkningsutveckling
Antalet invånare i kommunen Famechon
| Referens: INSEE |